# Carlos Barredo

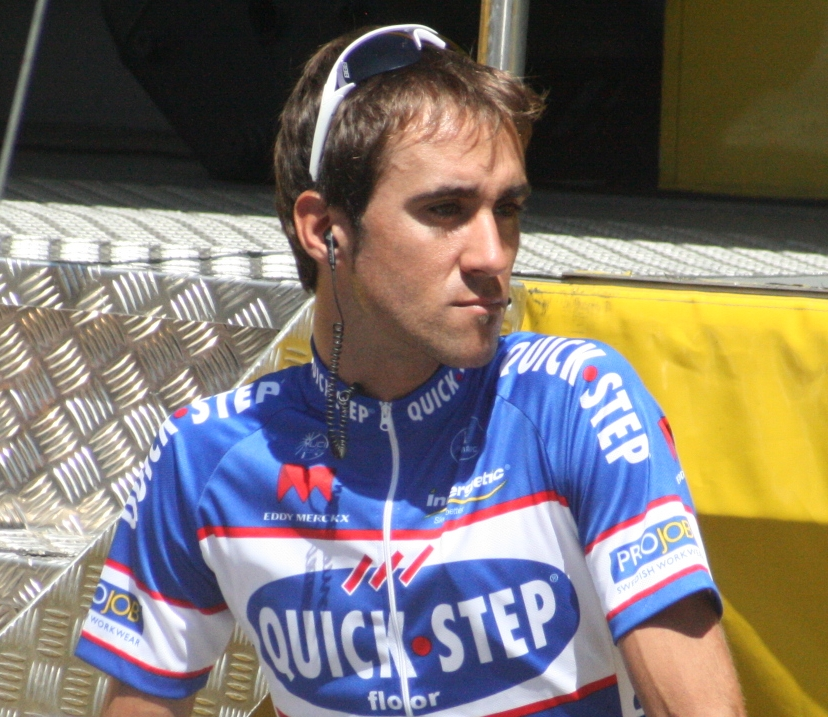
Carlos Barredo bei der Tour de France 2010

Carlos Barredo Llamazales (* 5. Juni 1981 in Oviedo) ist ein ehemaliger spanischer Radrennfahrer.

## Karriere

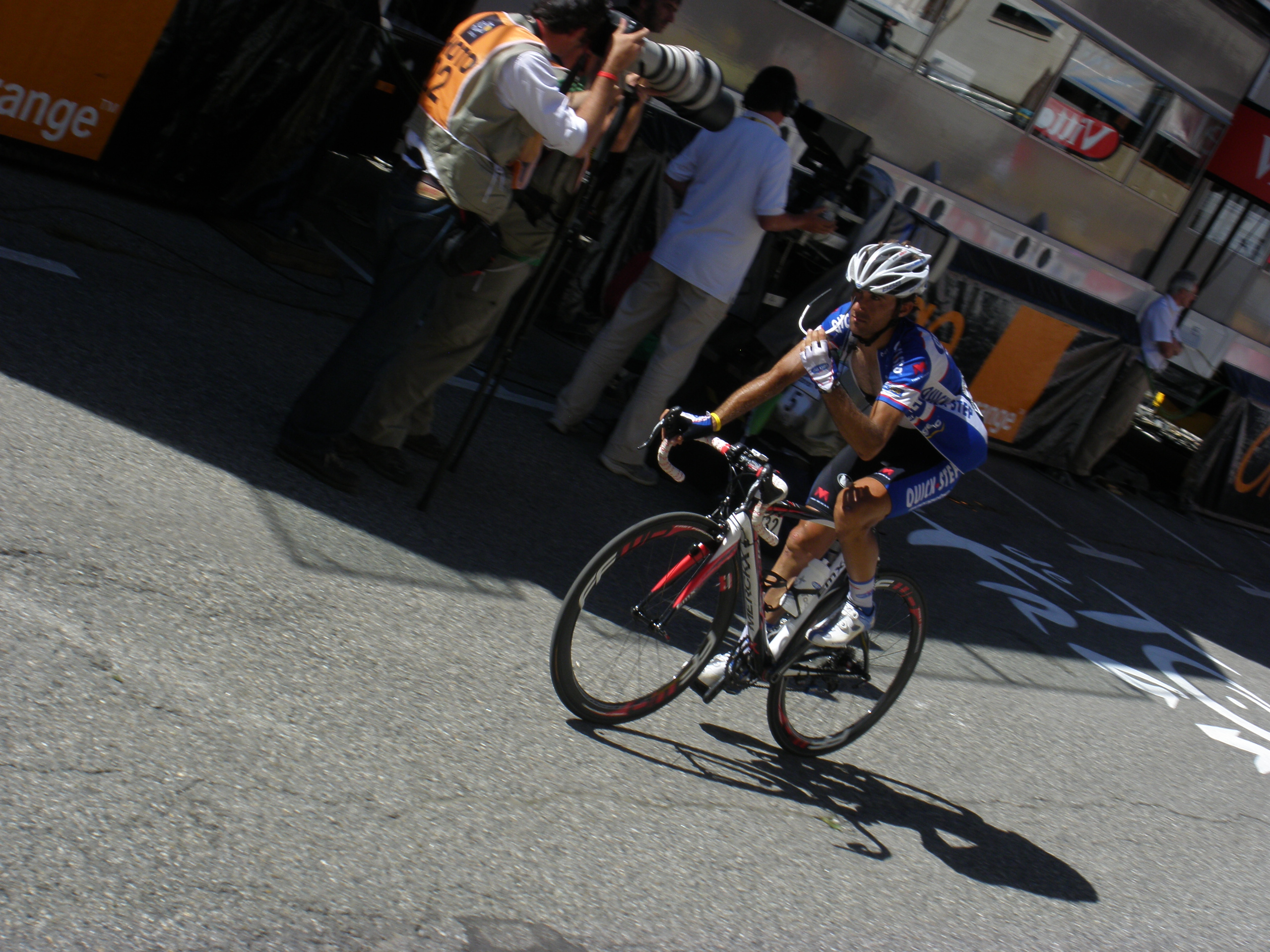
Carlos Barredo bei der Tour de France 2010

Zu Barredos größten Erfolgen als Radrennfahrer zählte der Sieg bei der Clásica San Sebastián 2009 und ein Etappensieg bei der Vuelta a España 2010.
In den Medien wurde er für seinen Ärger über den verpassten Etappensieg bei der Tour de France am 24. Juli 2008 bekannt. Er unterlag im Zielsprint Marcus Burghardt.
Für Schlagzeilen sorge Barredo, als er sich nach der Zielankunft bei der 6. Etappe der Tour de France 2010 eine Auseinandersetzung mit dem Portugiesen Rui Costa lieferte. Barredo schlug mit dem Vorderrad seines Fahrrads auf seinen Gegner ein, dieser nahm ihm das Rad ab und revanchierte sich mit Faustschlägen. Barredo beschwerte sich darüber, dass Rui Costa auf den Schlusskilometern seinen Lenker berührt habe.
Im Oktober 2012 verlangte der Weltradsportverband UCI vom spanischen Radsportverband aufgrund von Unregelmäßigkeiten bei Barredos Biologischen Pass die Eröffnung eines Dopingverfahrens. Im Dezember 2012 erklärte Barredo der spanischen Tageszeitung El País, dass er vom Profisport zurückgetreten sei und einen neuen Job im Kaffee-Geschäft in Madrid antreten werde. Die Weltradsportverband UCI sperrte ihn daraufhin für zwei Jahre wegen dieser Abnormalitäten in seinem Biologischen Pass und Barredo wurde nachträglich für die Rennen zwischen dem 26. Oktober 2007 bis 24. September 2011 disqualifiziert.

## Erfolge
2004
- eine Etappe Asturien-Rundfahrt

2005
- Bergwertung Drei Tage von De Panne

2008
- eine Etappe Paris-Nizza[4]

2009
- Clásica San Sebastián[4]

2010
- eine Etappe Vuelta a España[4]

## Teams
- 2004 Liberty Seguros
- 2005 Liberty Seguros
- 2006 Astana
- 2007 Quick Step-Innergetic
- 2008 Quick Step
- 2009 Quick Step
- 2010 Quick Step
- 2011 Rabobank
- 2012 Rabobank Cycling Team